# Langdale Boulders

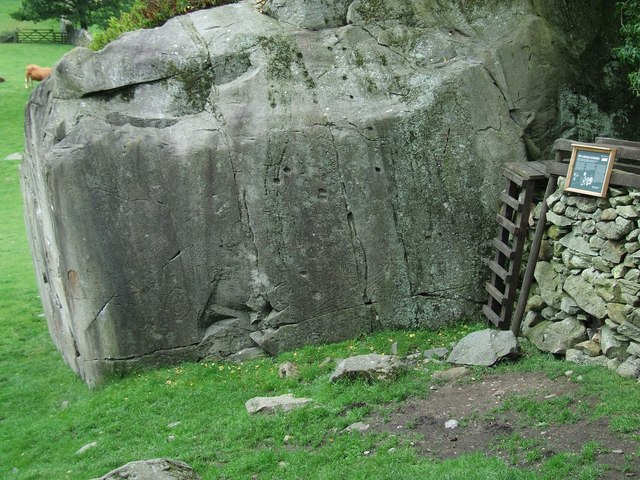
Teilansicht der Langdale Boulders

Die Langdale Boulders sind zwei große Tuffsteinblöcke bei Copt-How im Great-Langdale-Tal in Cumbria in England.
1999 wurde auf den Steinen Felsbilder entdeckt, deren Alter auf 2500–5000 Jahre geschätzt wird. Es wurden konzentrische Kreise, Winkel, Cup-and-Ring-Markierungen sowie andere Motive gefunden. Die Bedeutung der Darstellungen ist nicht geklärt, doch es wird vermutet, dass sie eine Verbindung zur umgebenden Landschaft für die Menschen herstellen sollten.
Die Steine sind seit dem Jahr 2000 ein Scheduled Monument.